# Cementiri Municipal de Blanes
El Cementiri Municipal de Blanes és un edifici del municipi de Blanes (Selva) que forma part de l'Inventari del Patrimoni Arquitectònic de Catalunya.

## Descripció
Ens trobem amb un ampli cementiri, que abraça una important superfície de terreny. D'entre els aspectes a destacar, cal ressaltar els imponents mausoleus i panteons, que tot i no tenir un aspecte monumental, si més no el contrari, amb unes dimensions reduïdes, aporten una sensació de solemnitat i atemporalitat al conjunt. Uns mausoleus, d'altra banda, que veuen i s'impregnen de diversos estils com el clàssic o neogòtic. D'entre les tombes i sepultures que es donen cabuda en el cementiri, hi ha les de personalitats insignes que van marcar un abans i un després en la vila de Blanes i que van deixar el seu segell propi, com la figura de Joaquim Ruyra i Oms o la de Karl Faust.
Dintre del cementiri, té un paper molt important l'ermita – datada en la primera meitat del segle xx-, la qual la trobem dintre del recinte tancat del cementiri municipal de Blanes, concretament en la cantonada de mestral del recinte, a la banda més elevada i presidint la zona on es troben les tombes particulars i els panteons familiars. La construcció d'aquesta ermita, és un rar exemple d'edificació religiosa, ja que està configurada pels cànons de l'arquitectura romana d'Orient, nascuda als voltants del segle v a l'Orient Pròxim. L'ermita està formada per una nau principal, d'un sol tram, amb dues capelles laterals que formen el transepte i que junt a l'absis conformen una capçalera en forma de trèvol. L'interior no disposa de presbiteri, així tota la planta de la nau resta al mateix nivell. La nau està coberta per una volta de canó de mig punt d'un sol tram que s'entrega directament contra el mur de façana. L'absis és de planta pentagonal i està cobert per una volta esfèrica dividida en lòbuls. La directriu de la volta és d'arc de mig punt i les parets de l'absis són nues de qualsevol tipus d'ornamentació. Al centre de l'absis, trobem la taula d'altar, formada per una base rectangular d'obra arrebossada i pintada de color blanc. Les capelles laterals conserven les mateixes característiques que l'absis, tot i que són sensiblement més estretes, per contra cap d'elles conté cap tipus d'obertura. Al mig del transepte trobem el creuer, de forma quadrada i delimitat per quatre grans arcs torals de mig punt, sobre els quals s'aixeca una cúpula semiesfèrica que arrenca de quatre petxines. La façana principal, està composta per una portada rectangular llindada amb carreus de pedra, precedida per tres graons. A sobre hi ha una obertura en forma d'arc de mig punt.
La resta de façanes no presenten cap tipus d'obertures, a excepció del petit forat de la paret posterior de l'absis. Tot el perímetre de la coberta està resseguit per un motlluratge continu. Tornant a l'interior, les parets resten nues de qualsevol tipus d'ornamentació, a excepció d'una cornisa correguda al llarg de tot el coronament dels murs en el punt de trobada amb les voltes de les cobertes i d'un sòcul continu que circula per la base de tots els murs.

## Història
Es desconeix qualsevol detall sobre la tala i les circumstàncies de la construcció de l'ermita del cementiri de Blanes. Per tant, consistirà a tractar els inicis i els motius de la construcció del cementiri, dins el qual es troba actualment la capella. L'any 1855, el còlera continuava afectant greument a la vila, i no comença a ser fins a finals de desembre, gairebé entrant en el 1856, quan la malaltia es va erradicar completament. En l'acta de l'ajuntament de 1854, en ple focus del còlera, els consellers es varen reunir amb caràcter urgent i varen cridar a la Junta de Sanitat i la Beneficència, junt amb els majors contribuents de la vila. Aquests van acordar comprar el convent que fou dels frares caputxins, per a construir-hi el nou cementiri del poble. Tothom va estar d'acord amb aquesta compra i es va acceptar de construir urgentment l'obra mitjançant una derrama veïnal, tot demanant que es fes un expedient sobre aquest assumpte.
En l'acta del 14 de setembre de 1854, s'exposa que s'han visitat uns terrenys i l'edifici on abans hi havia instal·lats els frares caputxins. Una vegada s'han visitat, tothom està d'acord que aquests terrenys no són vàlids per a construir-hi el nou cementiri de Blanes. Sembla que hi ha uns altres terrenys en el lloc anomenat de “les Ànimes” que podrien ser ideals per aquest propòssit. Es nomena el senyor Josep Planas, metge i cirurgià de Barcelona i el doctor Agustí Joaquim Carreras, cirurgià de la vila, i per la part mecànica es nomena Josep Paloma que fa de sepulter i Josep Utset, treballador de la terra, tots ells veïns de Blanes. Aquests, junt amb l'alcalde, seran els responsables de visitar els nous terrenys i si es decideix que són suficientment interessants es formarà urgentment l'experdient oportú.
En l'acta del 16 de novembre de 1854, es va certificar i corroborar que s'havia firmat davant del notari Joaquim Miralbell i Josep Puig i Mariano Viloar, propietaris del terreny del nou cementiri, l'escriptura de venda del mateix a favor de l'ajuntament pel preu de 940 duros i 18 rals. També es va nomenar una junta, perquè regís el nou cementiri. Es demana als tres obrers que fins al moment s'havien ocupat del cementiri, que entreguin els comptes a la nova junta, la qual confeccionarà un nou reglament. Es promou a partir d'ara una subscripció oberta per a l'adquisició de nínxols, que en els primers quinze dies tindran un cost de sortida de sis duros i els subscriptors els podran tenir en llocs preferents. També s'acorda que, una vegada construïts els primers nínxols i cobertes les necessitats més bàsiques i urgents, els sobrants s'aplicaran a la construcció d'una capella i altres millores en el complex.
Dintre d'aquest context, cal esmentar un episodi important, relacionat amb el canvi de les restes del cementiri. Entor 1855, es van presentar alguns veïns propietaris de nínxols de l'antic cementiri, ubicat al costat de l'església parroquial, sol·Licitant el trasllat de les restes mortals al cementiri nou, ja que el cementiri i l'església estaven fortificats. Alguns d'aquests nínxols estaven trencats i les restes humanes escampades per terra. L'Ajuntament va acordar, que com que no era perjudicial per a la higiene ni la salubritat pública que es destini en el nou cementiri un lloc a càrrec dels sol·licitants perquè aquests puguin traslladar les restes desitjades. Això si, tancats sota una làpida, i amb la corresponent inscripció.

## Personalitats enterrades
Entre els enterrats més coneguts, hi ha, per ordre de la data de mort:
- Josep Cortils i Vieta (Blanes, 1839-1898), escriptor, folklorista i catalanista
- Joan Ribas i Carreras (L'Havana, Cuba, 1875 - Blanes, 1913), escriptor
- Sebastià Llorens i Telarroja (Tordera, 1910 - Blanes, 1936), laic, beat
- Jaume Puig i Mirosa (Terrassa, 1902 - Blanes, 1936), religiós, beat; fins a 2007, quan les restes foren portades al panteó de l'Església del Col·legi Jesús, Maria i Josep (Barcelona)
- Joaquim Ruyra i Oms (Girona, 1858 - Barcelona, 1948), escriptor
- Karl Faust (Hadamar, Alemanya, 1874 - Blanes, 1952), mecenes i creador del Jardí Botànic Marimurtra
- Joan Junceda i Supervia (Barcelona, 1881 - Blanes, 1952), dibuixant
- Xavier Brunet i Casellas (Blanes, 1897-1977), metge
- Maria Teresa Bedós i Garcia-Ciaño (Sabadell, 1906 - Blanes, 1988), pintora
- Napoleó Soliva i Moner (Blanes, 1907-1991), mestre
- Benet Ribas i Fugarolas (Blanes, 1908-1997), periodista i activista cultural
- Pere Puig i Llensa (Blanes, 1907-2002), poeta i autor de Pastors i misteris
- Esteve Baltrons i Roura Esteban (Blanes, 1936 - Lloret de Mar, 2013), cantant i artista popular
- Joan Padern i Faig (Colera, Alt Empordà, 1924 - Blanes, 2016), pintor